# إيمي سيمتيز
إيمي سيمتيز (بالإنجليزية: Amy Seimetz)‏ هي ممثلة وكاتبة ومنتجة ومخرجة أمريكية، ولدت في 25 نوفمبر 1981.

## وصلات خارجية
- إيمي سيمتيز على موقع IMDb (الإنجليزية)
- إيمي سيمتيز على موقع قاعدة بيانات الفيلم (الإنجليزية)